# 중국-네팔 철도
중국-네팔 철도(중국어: 中尼铁路; 네팔어: चीन-नेपाल रेलवे)는 중국과 네팔 간에 계획된 철도이다. 이 철도는 카트만두와 티베트의 [[시가체]를 연결하며, 지룽–라스와 가디에서 중국-네팔 국경을 넘을 예정이다.

## 배경
내륙 국가인 네팔은 전통적으로 석유 공급, 대부분의 의약품 및 필수품을 인도에 의존해 왔다. 인도는 네팔의 국내 문제 및 외교 정책에 영향을 미치기 위한 강압 도구로 이러한 의존성을 반복적으로 이용해왔다. 예를 들어, 1989년 인도는 무역 및 통행 조약에 대한 분쟁으로 인해 네팔의 21개 국경 통로 중 19개를 폐쇄하며 봉쇄를 가하여 네팔이 자국의 정치적 의제에 맞추도록 효과적으로 압력을 가했다.
2015년, 네팔은 파괴적인 지진으로 나라가 황폐해진 직후 새 헌법에 대한 대응으로 인도가 또 다른 봉쇄를 시행했다고 비난했다. 이 봉쇄는 필수 의약품과 연료의 심각한 부족을 초래하여 인도주의적 위기를 야기하고 네팔 내에서 강력한 반인도 정서를 불러일으켰다. 올리 총리 축출을 포함한 인도의 네팔 내부 문제 개입은 양국 관계를 더욱 긴장시켰다. 이러한 갈등의 심화와 인도에 대한 과도한 의존의 위험성을 인식한 네팔은 의존성을 다변화하기 위한 조치를 취하고 있다. 중요한 움직임 중 하나는 중국-네팔 철도 건설 결정으로, 인도의 의존도를 줄이고 미래의 위험을 완화하는 것을 목표로 한다.

## 역사
1973년 12월 7일, 비렌드라 네팔 국왕은 중국을 방문하여 마오쩌둥 주석을 만났다. 논의 중에 비렌드라 국왕은 네팔과 중국 간의 관계 강화를 희망했다. 이에 마오쩌둥 주석은 중국이 라싸까지 칭짱 철도를 건설하고, 궁극적으로 카트만두까지 연장할 목표를 가지고 있다고 확언했다. 2006년, 티베트 최초의 철도인 칭짱 철로가 완공되었다. 같은 해, 당시 티베트 자치구 주석인 샹바핑춰은 전 네팔 총리인 카드카 프라사드 올리, 당시 부총리에게 철도가 르카쩌까지, 그리고 궁극적으로 중국-네팔 국경까지 연장될 것이라고 말했다.
2016년, 올리 총리의 중국 방문 중 양국은 카트만두에서 중국 국경까지 고속철도를 건설하는 계획을 포함한 무역 및 통행 조약을 체결했다. 2018년 6월, 네팔과 중국은 양측이 승인한 일련의 협력 프로젝트의 일환으로 철도 건설에 합의했다. 2018년 8월에는 사전 타당성 연구에 대한 상호 합의가 이루어졌다. 중국-네팔 철도는 2019년 4월 베이징에서 개최된 일대일로 국제 협력 포럼에서 정상들이 발표한 공동 성명에 포함되었다.
티베트 철도의 첫 번째 연장선인 라싸-시가체 철도는 2014년에 개통되었다. 중국은 이 철도를 라스와 국경 검문소에서 약 60km 떨어진 파이쿠 호수/지룽까지 연장할 계획이다. 네팔 구간의 철도 비용은 27억 달러에서 55억 달러로 추정되지만, 네팔이 철도 건설 비용 전액을 부담할 수 없기 때문에 자금 조달에 대한 합의는 아직 이루어지지 않았다. 중국의 사전 타당성 연구에서는 급경사와 보호 구역 건설을 피하기 위해 랑탕 국립공원 아래에 터널을 건설할 것을 제안했다. 직선 거리로 카트만두와 중국 국경 사이의 거리는 단 70km이다.
2022년 12월, 42개월간의 중국 타당성 조사가 시작되었지만, 네팔이 프로젝트 자금을 확보하지 못해 철도 건설은 여전히 불확실한 상태이다. 익명의 네팔 고위 정부 관계자는 "중국 측이 보조금 방식으로 건설 의사를 밝히지 않는 한 중국과의 국경 횡단 철도 프로젝트는 진행될 가능성이 낮다"고 주장했다. 그러나 중국은 다른 일대일로 프로젝트의 선례가 될 것을 우려하여 이를 제공하는 데 주저하고 있다.

## 중국 및 네팔 노선
기존의 란저우-카트만두 및 시안-카트만두 화물 노선은 화물이 르카쩌에서 지룽 국경 검문소를 거쳐 네팔까지 트럭으로 운송된다. 이 노선의 첫 번째 구간은 중국 철도 네트워크의 주요 화물 허브인 란저우에서 시닝까지 란칭 철로(1959년 개통)를 거쳐, 시닝에서 라싸까지 칭짱 철로(2006년 개통)를 거쳐, 라싸에서 르카쩌까지 라싸-시가체 철도(2014년 개통)를 거친다.

### 중국 내 노선
중국 내에서 새로운 철도는 네팔 국경에 도달하기 전에 527.16km의 중국 영토를 가로지르게 된다. 새로운 르카쩌-지룽 철도는 르카쩌를 떠나 중국국도 318호선의 경로를 대부분 따르며 라쯔현, 싸자현, 딩제현, 딩르현, 녜라무현을 통과할 것이다. 녜라무에 도달한 후, 철도는 중국국도 219호선을 따라 트리슐리 강 근처의 지룽과 네팔 국경으로 이어진다. 지룽까지의 철도 구간 건설은 2025년에 시작될 예정이며, 2030년경에 개통될 수 있다.

### 네팔 내 노선
네팔 구간은 72.25km 길이이며, 히말라야산맥의 지형적 문제로 인해 가장 어려운 철도 프로젝트 중 하나로 간주된다. 구간의 98.5%가 교량 또는 터널이 될 것이다. 노선을 따라 4개의 역이 있으며, 종점은 카트만두의 상쿠에 위치한다. 포카라와 룸비니로의 추가 연장이 계획되어 있다.

## 같이 보기
- 네팔의 철도
- 8개의 인도-네팔 국경 횡단 철도 노선
- 추리아 터널
- 중국-라오스 철도